# Laphria amabilis
Laphria amabilis là một loài ruồi trong họ Asilidae. Laphria amabilis được Wulp miêu tả năm 1872. Loài này phân bố ở miền Ấn Độ - Mã Lai.